# Matthias Defregger
Matthias Defregger (Monaco di Baviera, 18 febbraio 1915 – Monaco di Baviera, 23 luglio 1995) è stato un vescovo cattolico e militare tedesco.

## Biografia
Nipote dell'artista tirolese Franz von Defregger e figlio del luogotenente colonnello Hermann Defregger, studiò presso il collegio gesuitico Stella Matutina di Feldkirch, nel Vorarlberg.
Combatté la seconda guerra mondiale nelle file della Wehrmacht con il grado di capitano. In questa veste, fu responsabile — insieme al proprio superiore diretto, il Generalmajor Hans Boelsen — dell'eccidio di Filetto, avvenuto il 7 giugno 1944 in Abruzzo, nel territorio della città dell'Aquila. In seguito ad un'imboscata di un gruppo di partigiani, al comando di Aldo Rasero, contro un plotone della 114. Jäger-Division, persero la vita due soldati tedeschi, Boelsen diede mandato a Defregger, in quanto comandante con più anni di servizio, di attuare un'azione di rappresaglia. Defregger si rifiutò di eseguire l'ordine finchè non arrivò conferma formale e fu minacciato di punizione. Ciononostante Defregger, in una drammatica telefonata, propose di soprassedere alla rappresaglia e di punire gli abitanti del paese adibendoli ai lavori forzati. Boelsen dovette inviare due ufficiali per sincerarsi che effettivamente la rappresaglia fosse portata a compimento. Tuttavia Defregger rifiutò di comandare la rappresaglia e delegò un proprio sottotenente il quale a sua volta si rifiutò passando il comando ad un caporale.
La rappresaglia fu comunque portata a termine e si concluse con 17 vittime civili, la distruzione di alcune abitazioni e il saccheggio del paese di Filetto, una frazione dell'Aquila. In seguito all'episodio, Defregger venne promosso al grado di maggiore.

### Nel dopoguerra
Nel dopoguerra completò gli studi universitari in filosofia e teologia. Il cardinale Michael von Faulhaber lo consacrò prete nel 1949. Nel 1961 Defregger prese parte ad raduno di reduci della 114. Jäger-Division tenutosi presso Bad Tölz, celebrando nell'occasione la messa. L'anno successivo venne scelto per ricoprire la carica di vicario generale del cardinale Julius August Döpfner.
Papa Paolo VI lo elevò a vescovo ausiliare per l'arcidiocesi di Monaco e Frisinga il 3 luglio 1968. Il 14 settembre seguente ricevette l'ordinazione episcopale dal cardinale Julius August Döpfner, co-consacranti i vescovi Johannes Baptist Neuhäusler e Antonius Hofmann.
Il legame tra Defregger e la strage di Filetto rimase a lungo nascosto, venendo alla luce solamente nel 1969 grazie all'inchiesta del quotidiano tedesco Der Spiegel, che a sua volta prendeva a riferimento un'indagine della Procura di Francoforte sul Meno sui crimini dei nazisti in Italia. Il cosiddetto «caso Defregger» suscitò clamore in entrambi i paesi dando inizio ad un acceso dibattito e ad alcune iniziative parlamentari. La vicenda ha ispirato anche un film, Quel giorno Dio non c'era (1970) di Osvaldo Civirani. Nel 1970 la Procura di Francoforte assolse Matthias Defregger poiché «l'uccisione degli ostaggi non è stata malvagia né crudele, né è stata comandata per motivi abietti». Anche l'inchiesta aperta dalla Procura della Repubblica dell’Aquila, passata poi alla Procura militare di Roma, nel 1972 dichiarò di non dover procedere perché i reati sono estinti per prescrizione.
Il 6 aprile 1990 papa Giovanni Paolo II accolse la sua rinuncia, presentata per raggiunti limiti di età, all'incarico di vescovo ausiliare di Monaco e Frisinga.
Morì il 23 luglio 1995, all'età di 80 anni.

## Genealogia episcopale
La genealogia episcopale è:
- Cardinale Scipione Rebiba
- Cardinale Giulio Antonio Santori
- Cardinale Girolamo Bernerio, O.P.
- Arcivescovo Galeazzo Sanvitale
- Cardinale Ludovico Ludovisi
- Cardinale Luigi Caetani
- Cardinale Ulderico Carpegna
- Cardinale Paluzzo Paluzzi Altieri degli Albertoni
- Papa Benedetto XIII
- Papa Benedetto XIV
- Papa Clemente XIII
- Cardinale Bernardino Giraud
- Cardinale Alessandro Mattei
- Cardinale Pietro Francesco Galleffi
- Cardinale Giacomo Filippo Fransoni
- Cardinale Antonio Saverio De Luca
- Arcivescovo Gregor Leonhard Andreas von Scherr, O.S.B.
- Arcivescovo Friedrich von Schreiber
- Arcivescovo Franz Joseph von Stein
- Arcivescovo Joseph von Schork
- Vescovo Ferdinand von Schlör
- Arcivescovo Johann Jakob von Hauck
- Arcivescovo Joseph Otto Kolb
- Cardinale Julius August Döpfner
- Vescovo Matthias Dionys Albert Paul Defregger